# Výškov
Výškov är en ort i Tjeckien.   Den ligger i regionen Ústí nad Labem, i den nordvästra delen av landet, 60 km nordväst om huvudstaden Prag. Výškov ligger 225 meter över havet och antalet invånare är 450.
Terrängen runt Výškov är platt.Runt Výškov är det tätbefolkat, med 530 invånare per kvadratkilometer. Närmaste större samhälle är Most, 12,2 km norr om Výškov. Trakten runt Výškov består till största delen av jordbruksmark.